# Atlas (álbum de Parkway Drive)
Atlas é o quarto álbum da banda de metalcore australiana, Parkway Drive. Foi gravado em Los Angeles, Califórnia, e foi lançado em 26 de outubro de 2012 através da Epitaph Records. O álbum atingiu 35.000 vendas na Austrália em janeiro de 2013, alcançando uma certificação de disco de ouro pela ARIA.

## Lista de faixas
Todas as canções escritas e compostas por Parkway Drive.
| N.º            | Título                     | Duração |  |
| 1.             | "Sparks"                   | 2:18    |  |
| 2.             | "Old Ghost / New Regrets"  | 2:50    |  |
| 3.             | "Dream Run"                | 4:09    |  |
| 4.             | "Wild Eyes"                | 4:19    |  |
| 5.             | "Dark Days"                | 4:05    |  |
| 6.             | "The River"                | 5:27    |  |
| 7.             | "Swing"                    | 3:32    |  |
| 8.             | "The Slow Surrender"       | 4:14    |  |
| 9.             | "Atlas"                    | 4:09    |  |
| 10.            | "Sleight of Hand"          | 4:27    |  |
| 11.            | "Snake Oil and Holy Water" | 2:49    |  |
| 12.            | "Blue and the Grey"        | 5:47    |  |
| Duração total: | Duração total:             | 48:6    |  |

## Integrantes
Parkway Drive
- Winston McCall - vocal
- Jeff Ling - guitarra
- Luke Kilpatrick - guitarra
- Jia O'Connor - baixo
- Ben Gordon - bateria

Produção
- Matt Hyde - Produção, Mixagem
- Chris Rakestraw - Audio
- Richard Baron - Arranjos